# Monomma rufolineatum
Monomma rufolineatum là một loài bọ cánh cứng trong họ Zopheridae. Loài này được Pic mô tả khoa học năm 1924.